# RC4
RC4 е най-популярният алгоритъм за кодиране на несигурни цифрови връзки. Патентован от RSA Data Security Inc.. Използва променлива дължина на ключовете до 2048 бита. До 1996 г. извън САЩ поради съображения за сигурност, е ползван само RC2 с 40 битова дължина на ключа.